# Agallia xavieri
Agallia xavieri es una especie de insectos hemípteros de la familia de los cicadélidos. La especie fue descrita por primera vez por Lindberg en 1960. Se puede encontrar en Portugal.